# Images and Words Demos 1989-1991
Images and Words Demos 1989-1991 è un bootleg del gruppo musicale statunitense Dream Theater, pubblicato nel 2005 dalla YtseJam Records.

## Descrizione
Si tratta della terza uscita appartenente al catalogo "Demo Series", e raccoglie alcune registrazioni, effettuate tra il 1989 e il 1991, dei brani che avrebbero successivamente fatto parte di Images and Words. Tra queste demo è presente A Change of Seasons, successivamente rivisitata e inserita nell'omonimo EP
Le demo presenti nell'album sono racchiuse in due dischi: il primo contiene alcune demo registrate nel periodo 1989-1991, suddivise in demo strumentali di alcuni brani di Images and Words e demo tratte dalle audizioni del 1990 per la ricerca del sostituto di Charlie Dominici. Il secondo disco contiene invece le demo della pre-produzione di Images and Words nel 1991, con l'aggiunta di To Live Forever.

## Tracce
CD 1
- Instrumental Demos 1989-1991

1. Metropolis – 9:26
2. Take the Time – 9:22
3. Learning to Live – 11:09
4. Under a Glass Moon – 7:24

- Vocalist Audition Demos 1990

1. Don't Look Past Me – 6:25
2. To Live Forever – 4:46
3. To Live Forever – 4:44
4. A Change of Seasons – 17:35

CD 2
- The Atco Demos May 1991

1. Metropolis – 9:15
2. To Live Forever – 4:31
3. Take the Time – 7:57

- I&W Pre-Production Demos October 1991

1. Pull Me Under – 7:38
2. Another Day – 4:27
3. Surrounded – 5:42
4. Under a Glass Moon – 7:12
5. Wait for Sleep – 2:38
6. Learning to Live – 11:37

## Formazione
Gruppo
- Kevin Moore – tastiera
- John Myung – basso
- John Petrucci – chitarra
- Mike Portnoy – batteria
- James LaBrie – voce (CD 2)

Altri musicisti
- John Hendricks – voce (CD 1: tracce 5 e 6)
- Steve Stone – voce (CD 1: traccia 7)
- Chris Cintron – voce (CD 1: traccia 8)

Produzione
- Peter Zizzo – produzione (CD 1: tracce 5-7)
- Paul Garrett – ingegneria del suono (CD 1: tracce 5-7)
- David Prater – produzione e missaggio (CD 2: tracce 1-3), registrazione (CD 2: tracce 4-9)
- Doug Oberkircher – mastering, ingegneria del suono (CD 2: tracce 1-3)